# 提舍佛
提佛，名号爲星宿名，也译作底沙、提沙、帝须、帝沙、底砂等，可表示“圆满”、“明”；是佛陀名号，此名号既有过去古佛同名者，也有贤劫未来佛同名者。

## 分述

### 上座部二十五佛

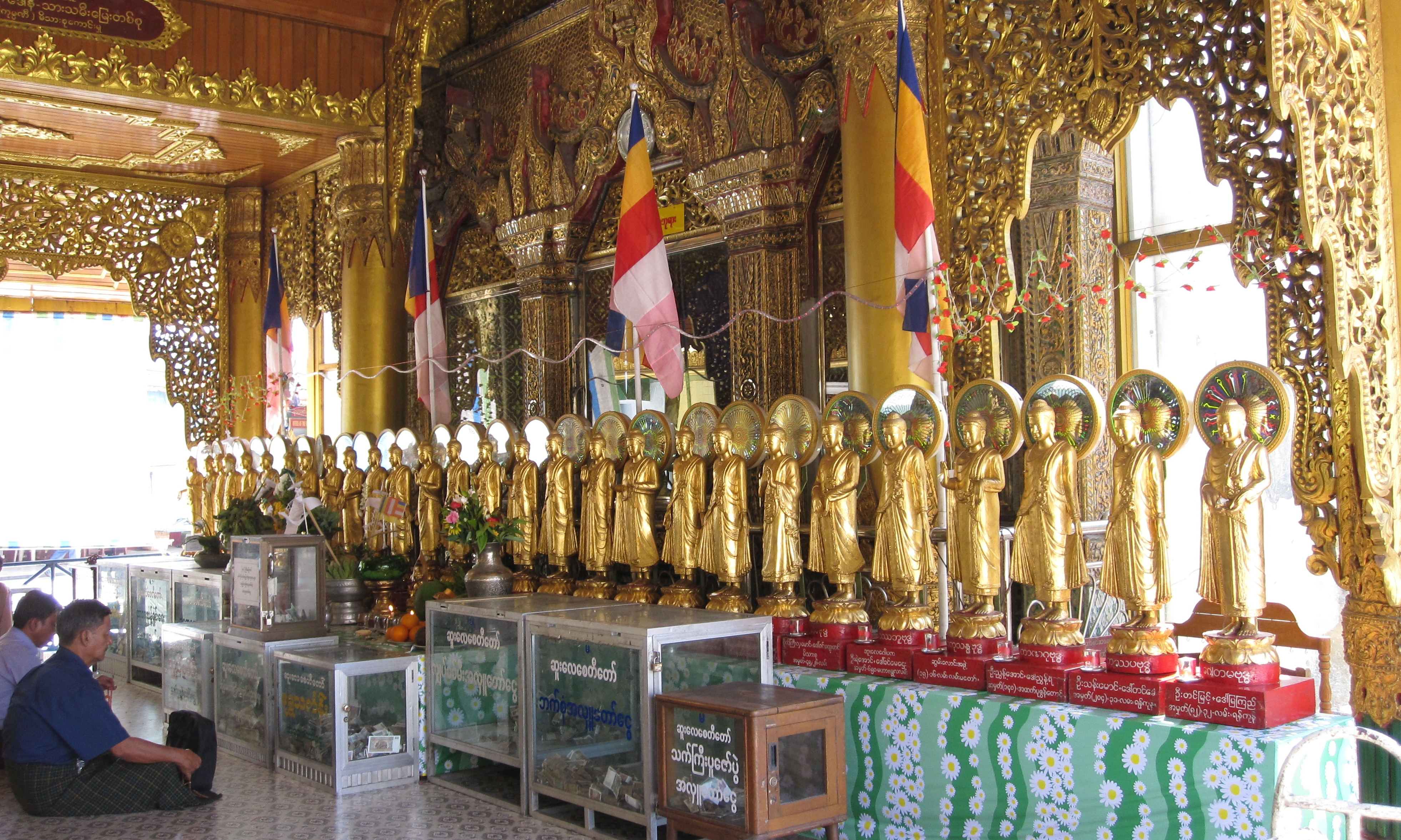
緬甸仰光的二十八佛像

在南传上座部佛教的传统中，列出过去二十五佛，原始七佛往前的佛陀爲弗沙佛、提舍佛等。
在《佛种姓经》中，提舍佛的出生地是太平王城，父王是阇那珊都，母后是莲花，出家後在頞珊那（assana）菩提树下悟道成佛。

### 大乘认为的过去佛
提舍佛爲过去佛，在多部经典中有记载。
《大悲经》中记载，提舍佛和弗沙佛同爲原始七佛之前的古佛，释迦牟尼佛因地修行时曾以赤旃檀末涂散彼佛。《華嚴經·昇須彌頂品》中也提到提舍佛和弗沙佛是位於毗婆 尸佛之前的古佛。
汉传佛教有觀點认为帝沙星（提舍星）即弗沙星（Puṣya），提舍佛也就是弗沙佛的异名。故弗沙佛世时發生的“釋迦菩薩七日七夜偈讚佛”之事亦即在提舍佛世之時。但若如此，《大悲經》中記載“七日七夜目不暫瞬，以無量偈贊彼世尊”爲弗沙佛，此前也就不必別立帝沙佛。

### 大乘認為的未來佛
《華嚴經》中提到，賢劫千佛中，彌勒菩薩下生成佛後的第六尊、第七尊爲提舍如來、弗沙如來。

## 同名異音
提舍與提舍詞源不同、讀音不同、意義不同，祗因中古漢語莊組三等不可配麻韻（更不可配戈韻），不得不借用章組三等字「舍」音譯這個音，使兩詞均使用「茅舍」的「舍」音譯第二音節；而翻譯這些詞彙的古人在音譯時避免多音字的意識不重，造成被音譯爲「提舍」而非「底舍」。梵漢對音中陰平字「提」和陰上字「底」（均屬全淸）用於轉譯梵語淸音或，讀如北方話「提防」的「提」；陽平（全濁）字「提」用於轉譯梵語濁音、或，讀如北方話「提拔」的「提」。
- 本條目所述提舍佛的名號與“提舍”不相關；
- 優波提舍中的“-提舍”、缽喇底提舍那中的“提舍那”與條目提舍所述“提舍”雖在梵語漢語中均同音但意義不同（前兩者屬音素但不構成語素），與本條目卽不相關也不同音。